# Lucid Games
A Lucid Games egy brit független videójáték-fejlesztő cég, amelyet 2011 februárjában alapított a Bizarre Creations tíz egykori alkalmazottjai. A vállalat a Bizarre Creations egykori munkatársai által alapított öt cég legnagyobbika, székhelye Liverpoolban van. Első videójátékuk 2012-ben jelent meg Pixel Smash: Christmas Edition címmel.

## Videójátékaik
| Megjelenés | Cím                                 | Platform                                                                              | Kiadó                |
| ---------- | ----------------------------------- | ------------------------------------------------------------------------------------- | -------------------- |
| 2012       | Pixel Smash: Christmas Edition      | iOS, Android                                                                          | Lucid Games          |
| 2013       | Jacob Jones and the Bigfoot Mystery | iOS, PlayStation Vita                                                                 | Lucid Games          |
| 2013       | 2K Drive                            | iOS                                                                                   | 2K Games             |
| 2014       | Geometry Wars 3: Dimensions         | Microsoft Windows, PlayStation 3, PlayStation 4, PlayStation Vita, Xbox 360, Xbox One | Sierra Entertainment |